# Hogna furvescens
Hogna furvescens là một loài nhện trong họ Lycosidae.
Loài này thuộc chi Hogna. Hogna furvescens được Eugène Simon miêu tả năm 1910.